# 德克碑
德克碑（法語：Paul-Alexandre Neveue d'Aiguebelle，1831年1月7日—1875年），本為法國海軍少尉。
同治元年（1862年），參加勒伯勒東組建的常捷軍，常捷軍統領勒伯勒東、達耳第福相繼戰死後。同治二年一月十一日（1863年2月28日），繼任統領。先後協助清軍攻下紹興、富陽、杭州、湖州、奉化等地。
旋奉法國公使檄文，將受代歸，謁見左宗棠，左宗棠撫諭之。德克碑感服，表示願意易服、受其節度，受清軍之令駐守蕭山。
同治四年（1865年），獲賞提督銜、授浙江總兵。當內亂平定後，撤兵回到上海。
同治五年（1866年），充作福建船政局副監督。
同治七年（1868年），監督興建馬尾設船廠有功，獲賞花翎。
同治九年（1870年），隸左宗棠麾下，調赴甘肅鎮壓回變。
1875年，卒。

## 延伸阅读
[在维基数据编辑]
 《清史稿·卷435》，出自趙爾巽《清史稿》